# Eduardo Porro
Eduardo Porro, född 17 september 1842 i Padua, död 10 juli 1902 i Milano, var en italiensk läkare.
Porro blev 1865 medicine doktor i Pavia, där han 1875 blev professor i obstetrik. Under åren 1885–92 var han professor i samma ämne i Milano. Han påvisade 1878 att risken för modern vid kejsarsnitt minskade betydligt, om man efter insnittet i livmodern amputerade denna i livmoderhalsen, sydde in stumpen i bukväggen och lämnade såret att med tiden läkas. Porros operation vann trots dess stympande karaktär en tid stor utbredning till följd av de betydligt minskade dödlighetssiffrorna.

## Fotnoter
1. 1 2  Tjeckiska nationalbibliotekets databas, NKC-ID: nlk20020107198, läst: 23 november 2019.[källa från Wikidata]
2. 1 2  Gemeinsame Normdatei, Deutsche Nationalbibliotheks katalog-id-nummer: 10265323297749153-1, läst: 14 augusti 2015.[källa från Wikidata]
3. ↑  Dizionario Biografico degli Italiani, 1960, Dizionario Biografico degli Italiani: edoardo-porro, läs online, läst: 9 oktober 2017.[källa från Wikidata]